# Криворазбраната цивилизация
„Криворазбраната цивилизация“ е сатирична пиеса в пет действия от Добри Войников, публикувана през 1871 г. в Букурещ.
В комичен маниер с фолклорни мотиви, пиесата осмива начина на възприемане на чуждестранните модни вълни като еволюция в човешкия прогрес. Това е най-популярната и най-често поставяна пиеса на Войников, основополагаща творба в новобългарското драматично изкуство. Обсъжданите в нея проблеми са вълнували повечето от деятелите на Възраждането.
Поради актуалността на материята, Криворазбраната цивилизация се играе по сцените на театрите до наши дни, повече от сто години след първото ѝ публикуване.
Вероятно най-популярната постановка на пиесата е телевизионният мюзикъл от 1974 година на Българската национална телевизия, режисиран от Хачо Бояджиев с участието на водещите български комици Георги Парцалев и Георги Калоянчев.

## Действащи лица
- Хаджи Коста: дюкянджия, еснаф, главата на семейството.
- Мадам Злата: съпруга на Хаджи Коста.
- Анка: дъщеря на Хаджи Коста и мадам Злата.
- Маргариди: ухажор на Анка, сноб, чуждопоклонник.
- Марийка: дружка на Анка.
- Митю: срамежлив млад мъж, влюбен в Анка.
- Баба Стойна: сватовница.
- Димитраки: брат на Анка.
- Райчо: прислужник.
- Герги: другар на Митю.
- Пенчо: другар на Митю.
- Майстор Станю: баща на Митю